# Tidda
Tidda (em árabe: تيدة) é uma comuna localizada na província de Tiaret, Argélia. Sua população estimada em 2008 era de 3 669 habitantes.